# Alden Ehrenreich

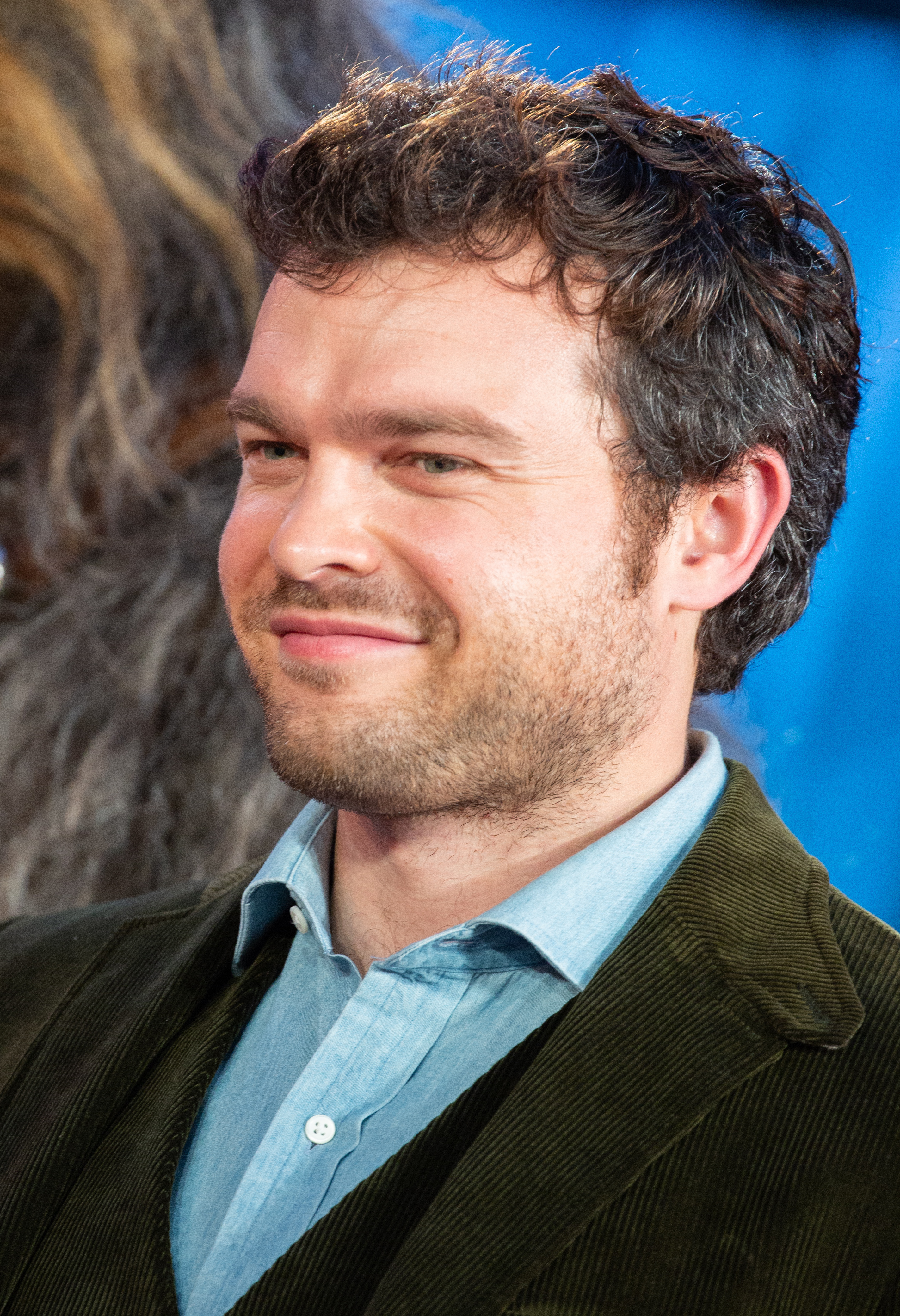
Alden Ehrenreich (2018)

Alden Caleb Ehrenreich (* 22. November 1989 in Los Angeles, Kalifornien) ist ein US-amerikanischer Schauspieler. International bekannt wurde er insbesondere für seine Darstellung des Han Solo im Star-Wars-Ableger Solo: A Star Wars Story (2018).

## Leben
Ehrenreich wurde 1989 im kalifornischen Los Angeles geboren. Seine Mutter, Sari, ist Innenarchitektin und sein Stiefvater (Harry Aronowitz) ist Kieferorthopäde. Ehrenreich entstammt einer jüdischen Familie mit Vorfahren aus Österreich, Ungarn, Russland und Polen und wurde gemäß dem rekonstruktionistischen Judentum erzogen. Er besuchte die Palisades Grundschule in Pacific Palisades und danach die Crossroads School in Santa Monica in Kalifornien.
Er lebte in New York und studierte Theater an der New York University. Im Jahr 2009 gründete er zusammen mit Zoë Worth das Theater und Film-Unternehmen The Collectin.
Seine Karriere begann mit Gastauftritten in Supernatural und CSI: Den Tätern auf der Spur. Danach war er in einigen Kurzfilmen zu sehen, bevor er in dem Independent-Film Tetro die Rolle des Bennie spielte. 2011 war er in dem Horrorfilm Twixt an der Seite von Val Kilmer zu sehen.
Im April 2012 ersetzte er Jack O’Connell in der Rolle des Ethan Wate im Fantasyfilm Beautiful Creatures – Eine unsterbliche Liebe, der 2013 im Kino anlief. Ebenfalls 2013 war er neben Nicole Kidman im Horrorfilm Stoker in der Rolle des Whip Taylor zu sehen.
Im Mai 2016 wurde bekannt gegeben, dass er die Rolle des Han Solo in Solo: A Star Wars Story verkörpern werde. Der Film behandelt das Leben des jungen Han Solo und spielt etwa zehn Jahre vor den Ereignissen von Krieg der Sterne (1977), in dem Harrison Ford die Rolle übernommen hatte. Für den Film  Hail, Caesar! musste er, wie dies für klassische Western üblich war, lernen, auf dem Rücken eines Pferdes zu balancieren, den Revolver an der Hand rotieren zu lassen, Gitarre zu spielen und zudem Lasso-Tricks zu beherrschen.
2020 lief die auf dem Buch Schöne neue Welt basierende Serie Brave New World an, in der er die Hauptrolle spielt.

## Filmografie (Auswahl)
- 2005: Supernatural (Fernsehserie, Episode 1x02)
- 2007: CSI: Den Tätern auf der Spur (CSI: Crime Scene Investigation , Fernsehserie, Episode 7x02)
- 2009: Tetro
- 2010: Somewhere
- 2011: Twixt – Virginias Geheimnis (Twixt)
- 2013: Stoker
- 2013: Beautiful Creatures – Eine unsterbliche Liebe (Beautiful Creatures)
- 2013: Blue Jasmine
- 2015: Running Wild
- 2016: Hail, Caesar!
- 2016: Regeln spielen keine Rolle (Rules Don’t Apply)
- 2017: The Yellow Birds
- 2018: Solo: A Star Wars Story
- 2020: Schöne neue Welt (Brave New World, Fernsehserie, 9 Episoden)
- 2023: Fair Play
- 2023: Cocaine Bear
- 2023: Oppenheimer
- 2025: Ironheart (Fernsehserie)
- 2025: Weapons – Die Stunde des Verschwindens (Weapons)

## Auszeichnungen
- 2014: Gold Derby Film Award-Nominiert für das Beste Ensemble (Blue Jasmine)
- 2013: Teen Choice Award-Nominiert für den besten Darsteller in einer Romanze (Beautiful Creatures)
- 2013: Choice Award-Nominiert für den besten Filmkuss mit Alice Englert (Beautiful Creatures)